# Frontera lingüística mosel·lana

Mapa de la zona (1630).

La frontera lingüística mosel·lana marca la separació entre la zona sud de parla romànica i la zona nord de parla germànica. Fóra més just parlar de límits lingüístics, ja que mai ha estat frontera entre dos estats. Tanmateix, ha estat utilitzada per marcar el límit entre la batllia de Nancy i la batllia d'Alemanya del ducat de Lorena fins al segle xviii.

## Localització
El departament de Mosel·la es pot dividir en dos:
- El sud, on es parla el lorenès, un grup de dialectes romànics més o menys propers a les llengües d'oïl, que comprèn el vosgià de la muntanya que travessa el país de Sant Quirin al sud-est. És el dialecte que parla menys de la meitat de l'antic comtat de Dabo, el nom actual és la pronunciació vosgiana de Dagsbourg (Dàgschburri en fràncic lorenès). De la mateixa manera, Sarrebourg va ser anomenat en el mateix idioma Sààrburri.
- El Nord, on es parla el fràncic lorenès, que pertany a la família de les llengües germàniques: el fràncic luxemburguès, al nord-oest, el fràncic mosel·là al centre i el fràncic renà de Lorena al sud-est. A l'extrem sud del municipi de Phalsbourg s'hi parla un dialecte alamànic. Aquesta regió constitueix el Mosel·la Fràncic, també anomenat Lorena thiesa o Lorena alemanya (nom habitual del segle xiii fins al XIX, tant en la població com en l'administració). El nom de Mosel·la Fràncic és molt recent i no té en compte l'existència de la zona de parla alamànica.

La frontera lingüística segueix una línia que uneix els pobles de Volmerange-les-Mines (nord-oest) i Walscheid (sud-est). Es perllonga en la Lorena belga, separant les regions de Gaume i Arelerland, i als Vosges, on segueix la carena cap al sud d'Alsàcia.

## Història
La frontera lingüística és molt antiga. Les seves arrels es remunten a l'època de l'Imperi Romà abans de les invasions bàrbares del segle v.
Abans de l'establiment de l'Imperi Romà, el Mosel·la era habitat des de feia gairebé cinc segles pel celtes mediomàtrics i la població parlava celta. Després de la invasió romana, només les classes altes van adoptar el llatí. Sant Jeroni afirmava que el segle IV: Els gàlates parlen el mateix idioma que els treveris. Trève era més al nord de l'actual Mosel·la.
Durant les invasions bàrbares els germànics s'hi van establir i probablement assimilaren als gals de la regió perquè, pel que feia als francs, tenien 4.000 guerrers batejats; les tribus bàrbares eren poc nombroses (no més de 15.000 persones), molt pocs en comparació amb els nadius. En concret, el alamànics a Alsàcia i els francs a l'oest de les muntanyes dels Vosges. Ambdós parlaven llengües diferents: els alamànics parlaven els dialectes alsacians i els francs el fràncic, que va originar els dialectes de Mosel·la. Els francs van conquerir gran part de la França actual, però es van acontentar a prendre el poder polític, sense imposar la seva llengua.
La frontera lingüística no és pas un vestigi de l'annexió alemanya de 1871. L'origen de la frontera lingüística es revisa fonamentalment en funció de les troballes arqueològiques. Ja se sabia per l'estudi de les necròpolis d'alta edat mitjana, que les característiques físiques dels enterrats eren les mateixes que els de la gal·loromana. L'excavació dels habitatges dels habitants merovingis de Mosel·la ha mostrat recentment una aclaparadora perennitat en l'ocupació del sòl durant el Baix Imperi: no s'hi fundaren noves poblacions a l'est entre els segles V i VIII.
Sembla que a la major part del territori del Mosel·la hi van coexistir els tres idiomes (celta, germànic i llatí conviscut) a partir de l'any 250 (primera penetració dels bàrbars) i, sobretot des del segle v, quan els alamànics es va instal·lar definitivament a Alsàcia i els romans van ser finalment derrotats, cosa que permetia el desenvolupament d'un possible estat lliure bàrbar. El límit es va fixar entre el segle vi i el segle x. Al voltant del 1000 la frontera lingüística seguia la línia d'Audun-le-Tiche, Moyeuvre-Grande, Vigy, Mainvillers, Mulcey, Réchicourt-le-Château i Turquestein-Blancrupt, abans de vorejar la cresta dels Vosges, al sud d'Alsàcia. Aquesta línia es va mantenir notablement estable al llarg dels segles.
Alguns esdeveniments, però, han contribuït al reculament del fràncic:
- la Guerra dels Trenta Anys, ja que la regió resultà tan devastada que hi hagueren de portar colons de Picardia i de Savoia per a la repoblació de la regió, especialment l'àrea de Dieuze. Però també és important tenir en compte que també s'hi instal·laren colons alemanys molts de diversos orígens, principalment de zones de muntanya o on les terres cultivables era insuficients (Suïssa germànica, Tirol, Baviera), i que s'integraren perfectament en la mesura que la seva parla d'origen no era gaire diferent del fràncic mosel·là.
- una ordre de Lluís XIV de França en 1685 només permet el francès als actes oficials, però no es pot aplicar després que el territori és retornat al duc Leopold I de Lorena;
- Sota el regnat d'Estanislau, sogre de Lluís XV, Antoine-Martin Chaumont de La Galaizière promulga un decret que imposa el francès en els actes oficials de Lorena;
- La Revolució Francesa, dividida en els seus inicis (vegeu els quaderns de greuges de Forbach), imposa l'ús del francès després de la presa de possessió dels jacobins;
- Napoleó III pren mesures dràstiques per fer progressar el francès en detriment del fràncic (principalment a l'escola).

Uns treballs de 1881 fan observar un augment de la zona romànica en dues àrees:
- un avanç cap al nord a pocs quilòmetres entre Hayange i Vigy;
- Cap a 15-20 quilòmetres al nord del Saulnois: de Dieuze a Albestroff i de Réchicourt-le-Château a Sarrebourg.

La reculada del fràncic augmenta de manera determinant després de la Segona Guerra Mundial, ja que el seu parentiu amb l'alemany té connotacions negatives. Segons l'INSEE, l'ús del fràncic s'ha reduït significativament en les últimes dècades.